# Tom Aggar

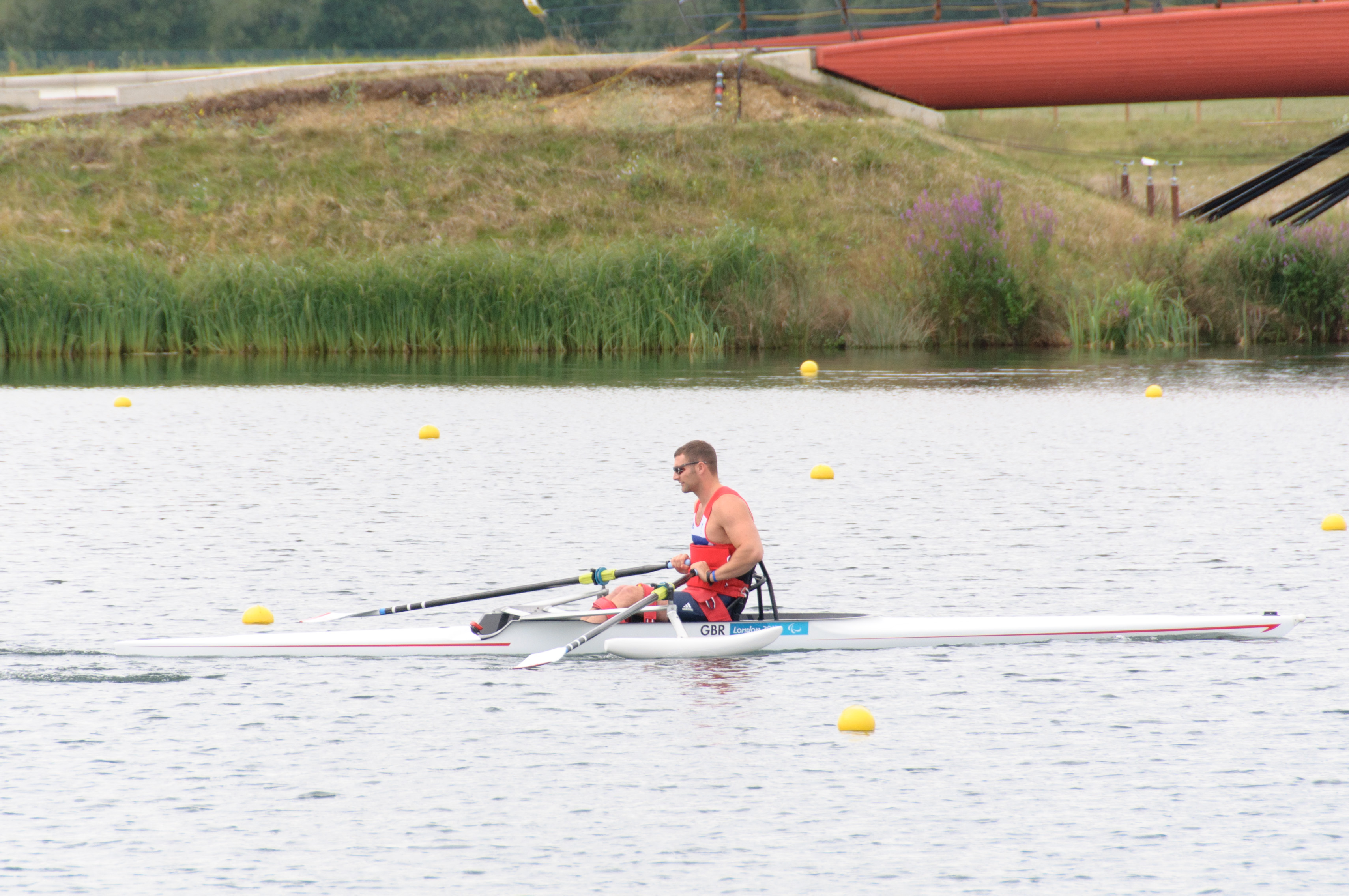
Tom Aggar 2012 beim Training für die Paralympics

Tom Aggar (* 24. Mai 1984 in London) ist ein britischer Ruderer. Aggar ist der erste Paralympics-Sieger sowie vierfacher Weltmeister im Para-Einer AS-M1x.

## Karriere
Vor seiner Ruderkarriere spielte Aggar erfolgreich Rugby für die University of Warwick. 2005 erlitt er bei einem Unfall eine schwere Rückenmarksverletzung und ist seitdem von den Beinen an querschnittgelähmt.
Er begann zunächst, auf dem Ruderergometer zu trainieren, seinen ersten Wettkampf auf einem speziell für Querschnittgelähmte konstruierten Gerät bestritt er 2006. Im folgenden Jahr vertrat er, obwohl er bislang nur zwei offizielle Rennen bestritten hatte, Großbritannien erstmals bei den Weltmeisterschaften. In München gewann er in neuer Weltbestzeit Gold im Para-Männer-Einer (AS-M1x). 2008 war er Mitglied der Nationalmannschaft für die Sommer-Paralympics in Peking, bei denen erstmals Pararudern im Programm war. Aggar wurde seiner Favoritenrolle gerecht und gewann die Goldmedaille vor Olexander Petrenko aus der Ukraine und Eli Nawi aus Israel.
In den folgenden Jahren nahm er an Ruder-Weltcups und den Weltmeisterschaften 2009, 2010 und 2011 teil. Dabei belegte Aggar, der bis dahin noch nie in einem internationalen Wettkampf geschlagen wurde, stets den ersten Platz. Favorisiert ging er auch bei den Sommer-Paralympics 2012 in London an den Start, wo er aber schließlich außerhalb der Medaillenränge den vierten Platz erreichte. In den Folgejahren verdichtete sich die Weltspitze im Para-Einer (AS-M1x), wobei Aggar weiterhin stets das A-Finale erreichte. Im Jahr 2013 belegte er Platz 4 bei den Weltmeisterschaften in Chungju, danach gewann er zwei Silbermedaillen hinter dem Australier Erik Horrie bei den Weltmeisterschaften 2014 und 2015.
Der 1,89 Meter große Aggar hat ein Wettkampfgewicht von 84 kg und startet für den Royal Docks RC.

## Internationale Erfolge
- 2007: 1. Platz Weltmeisterschaften im Para-Einer
- 2008: 1. Platz Sommer-Paralympics im Para-Einer
- 2009: 1. Platz Weltmeisterschaften im Para-Einer
- 2010: 1. Platz Weltmeisterschaften im Para-Einer
- 2011: 1. Platz Weltmeisterschaften im Para-Einer
- 2012: 4. Platz Sommer-Paralympics im Para-Einer
- 2013: 4. Platz Weltmeisterschaften im Para-Einer
- 2014: 2. Platz Weltmeisterschaften im Para-Einer
- 2015: 2. Platz Weltmeisterschaften im Para-Einer